# Apamea miriquidoi
Apamea miriquidoi är en fjärilsart som beskrevs av Koch 1963. Apamea miriquidoi ingår i släktet Apamea och familjen nattflyn. Inga underarter finns listade i Catalogue of Life.